# Incomparable
Incomparable är Dead by Aprils andra studioalbum och släpptes den 21 september 2011. 

## Låtlista
| Nr  | Titel               | Kompositör                   | Längd |
| --- | ------------------- | ---------------------------- | ----- |
| 1.  | Dreaming            | Pontus Hjelm/Jimmie Strimell | 4:14  |
| 2.  | Real & True         | Pontus Hjelm/Jimmie Strimell | 3:06  |
| 3.  | Within My Heart     | Pontus Hjelm/Jimmie Strimell | 3:25  |
| 4.  | More Than Yesterday | Pontus Hjelm/Jimmie Strimell | 3:30  |
| 5.  | Calling             | Pontus Hjelm/Jimmie Strimell | 3:36  |
| 6.  | Two Faced           | Pontus Hjelm/Jimmie Strimell | 3:04  |
| 7.  | Crossroads          | Pontus Hjelm/Robert Habolin  | 2:56  |
| 8.  | Incomparable        | Pontus Hjelm/Jimmie Strimell | 3:22  |
| 9.  | Too Late            | Pontus Hjelm/Jimmie Strimell | 3:14  |
| 10. | You Should Know     | Pontus Hjelm/Jimmie Strimell | 3:45  |
| 11. | When You Wake Up    | Pontus Hjelm/Jimmie Strimell | 3:43  |
| 12. | Lost                | Pontus Hjelm/Jimmie Strimell | 3:36  |
| 13. | Last Goodbye        | Pontus Hjelm/Jimmie Strimell | 3:18  |

| 14. | Painting Shadows | Pontus Hjelm/Jimmie Strimell | 3:34 |

| 14. | Painting Shadows | Pontus Hjelm/Jimmie Strimell | 3:34 |

| 14. | Mystery          | 2:58 |
| 15. | Painting Shadows | 3:34 |
| 16. | Unhateable       | 3:00 |

## Banduppsättning
Dead By April
- Jimmie Strimell - Growl, rena vokaler
- Zandro Santiago - Rena vokaler
- Marcus Wesslén - Elbas
- Alexander Svenningson - Trummor

Extra musiker
- Pontus Hjelm - Gitarr, keyboard, bakgrundssångare
- Peter Mansson - Mix, Akustisk gitarr i låt #7 "Crossroads"
- Erik Arvinder med The Dreaming People - Stränginstrument i låt #7 "Crossroads"

### Listplaceringar
| Lista (2011) | Topplacering |
| ------------ | ------------ |
| Sverige      | 2            |